# Anaxyrus
Anaxyrus är ett släkte av groddjur som ingår i familjen paddor.
Arterna förekommer från Alaska och Kanada till Mexiko.
Arter enligt Catalogue of Life:
- Anaxyrus americanus, Amerikansk padda
- Anaxyrus baxteri
- Anaxyrus boreas, Nordlig padda
- Anaxyrus californicus
- Anaxyrus canorus
- Anaxyrus cognatus
- Anaxyrus compactilis
- Anaxyrus debilis
- Anaxyrus exsul
- Anaxyrus fowleri
- Anaxyrus hemiophrys
- Anaxyrus houstonensis
- Anaxyrus kelloggi
- Anaxyrus mexicanus
- Anaxyrus microscaphus
- Anaxyrus nelsoni
- Anaxyrus punctatus
- Anaxyrus quercicus, Ekpadda
- Anaxyrus retiformis
- Anaxyrus speciosus
- Anaxyrus terrestris
- Anaxyrus woodhousii

## Bildgalleri

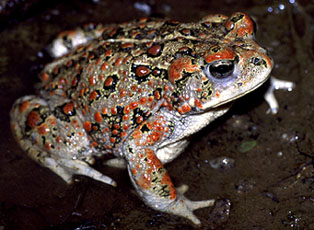
Nordlig padda.
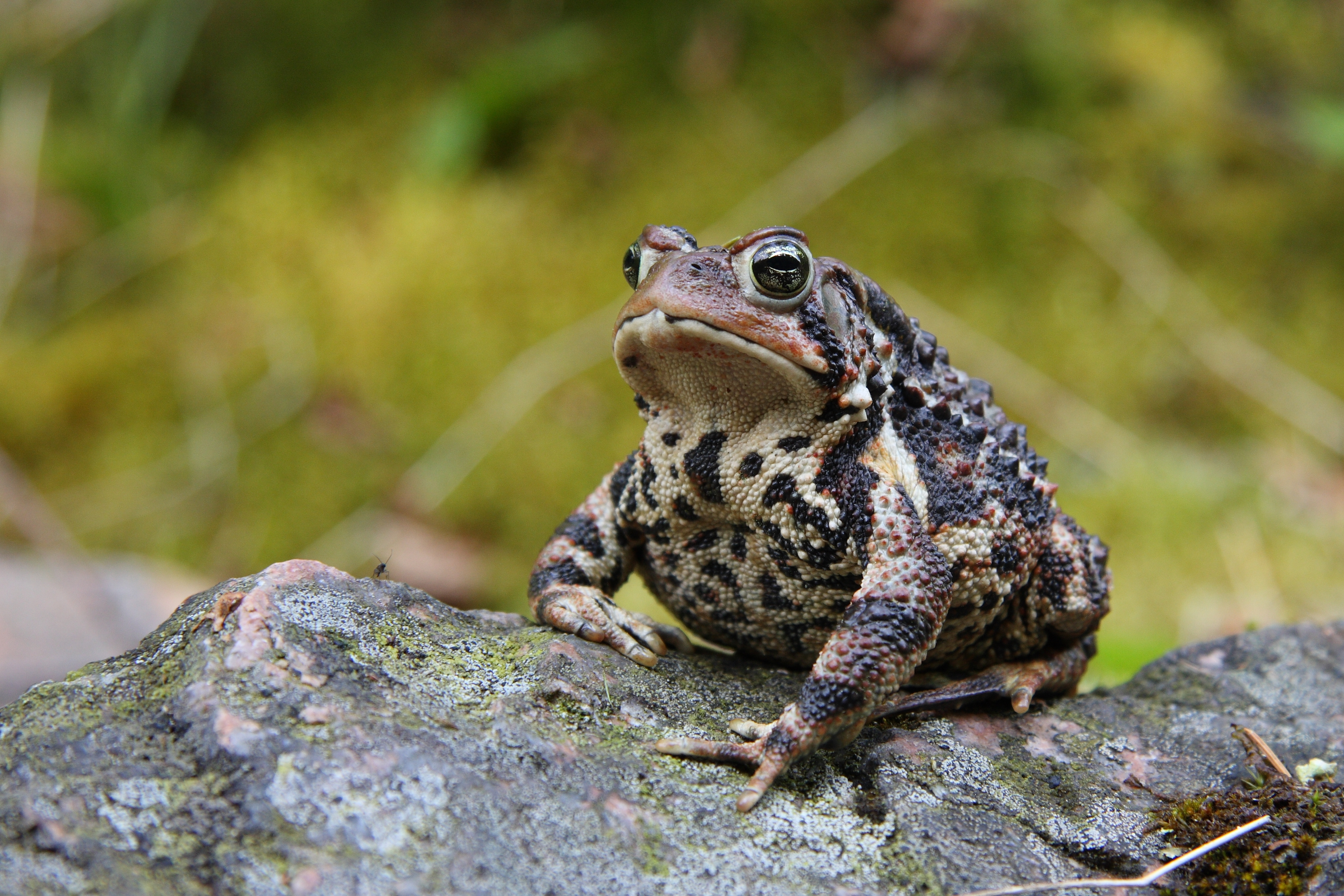
Amerikansk padda.
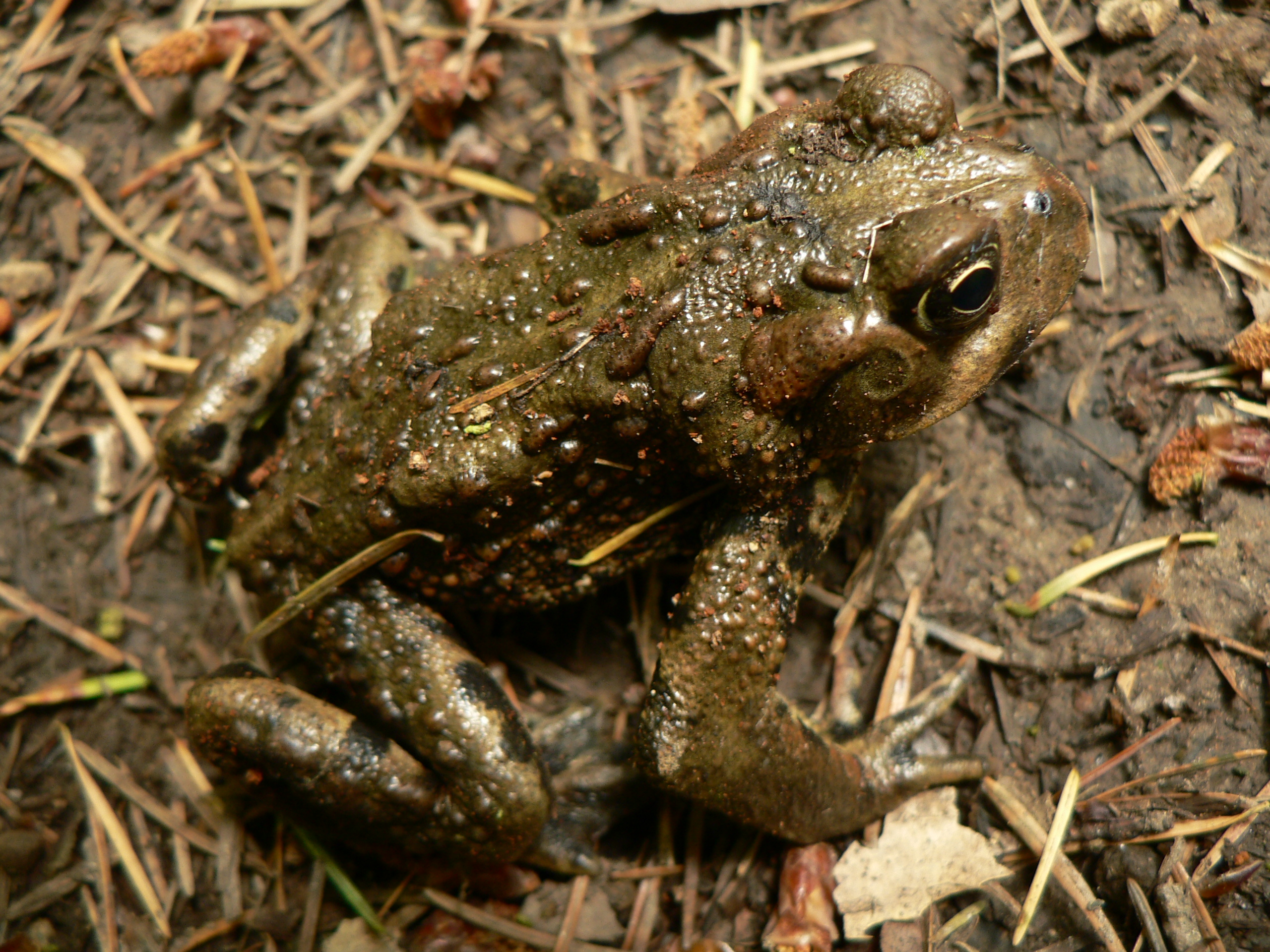
Nordlig padda.
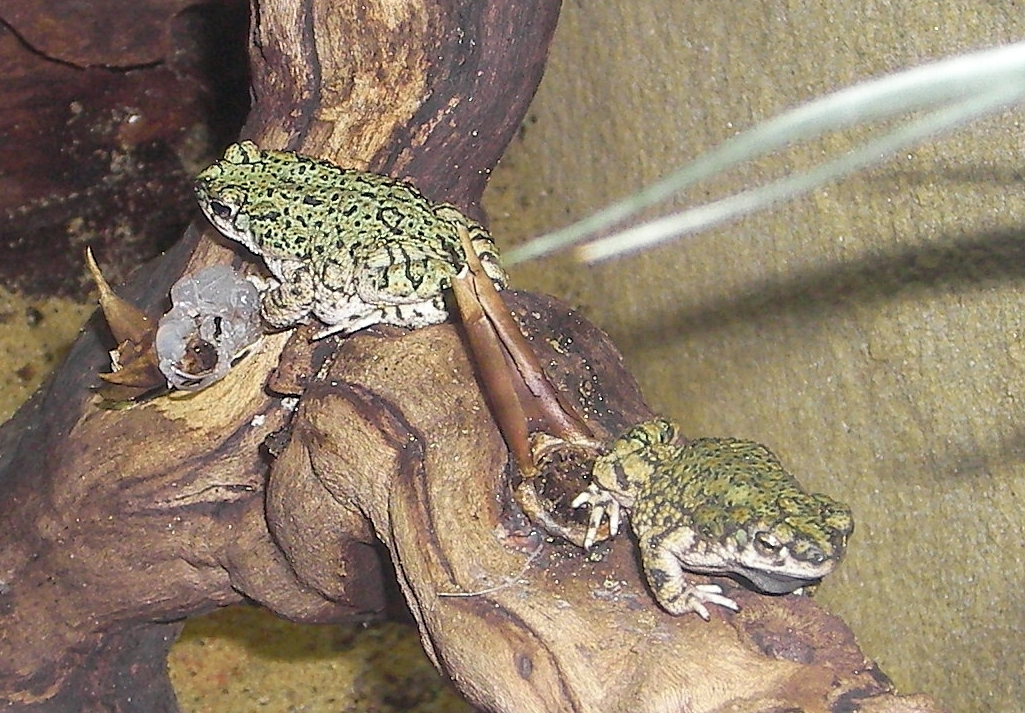
Anaxyrus debilis.
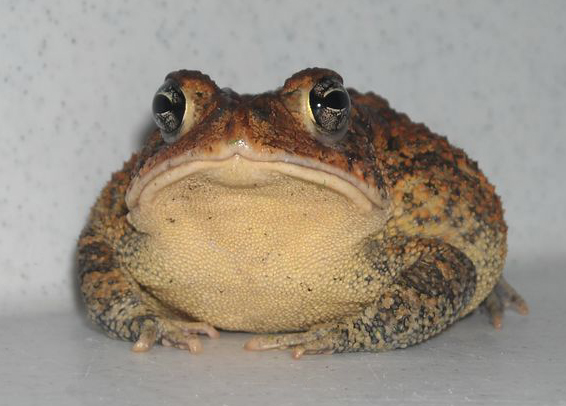
Anaxyrus terrestris.